# Pterodontia kashmirensis
Pterodontia kashmirensis är en tvåvingeart som beskrevs av Robert W. Lichtwardt 1909. Pterodontia kashmirensis ingår i släktet Pterodontia och familjen kulflugor. Inga underarter finns listade i Catalogue of Life.